# Перепись населения Великобритании (2001)
Общенациональная перепись населения, широко известная как Census 2001 (перепись населения 2001 года) — двадцатая по счёту перепись населения в Великобритании. Была проведена в воскресенье, 29 апреля 2001 года. По итогам переписи в стране проживало 58 789 194 человек.
Перепись 2001 года была организована Управлением национальной статистики (ONS) в Англии и Уэльсе, Главной службой регистрации Шотландии (GROS) и Агентством статистики и исследований Северной Ирландии (NISRA). Детальные результаты по регионам доступны на соответствующих веб-сайтах. (см. Ссылки)

## Организация
Как и предыдущие переписи населения Великобритании, перепись 2001 года была организована тремя статистическими агентствами — ONS, GROS и NISRA и координировалась на национальном уровне Управлением национальной статистики.
Закон (Order in councill), регламентирующий перепись, определяет людей, а также информацию, включаемую в перепись, составлен согласно закону о переписи населения 1920 года и закону о переписи населения Северной Ирландии 1969 года. В Англии и Уэльсе эти правила[какие?] были введены распоряжением о переписи 2000 года (Census Order 2000 (SI 744/2000)), в Шотландии — Census (Scotland) Order 2000 (SSI 68/2000), в Северной Ирландии — Census Order (Northern Ireland) 2000 (SRNI 168/2000).
Перепись населения проводилась посредством самостоятельного заполнения анкет, которые в большинстве случаев доставлялись переписчиками на дом в течение трёх недель до переписи, начавшейся 29 апреля. Впервые возврат по почте был использован в качестве основного метода сбора данных, с повторным обращением к лицам, которые не возвратили анкеты. Процент ответов по почте ответов составил 88 % в Англии и Уэльсе, 91 % в Шотландии, и 92 % в Северной Ирландии.
В общей сложности в организации переписи в Великобритании было занято около 81 тысячи сотрудников (70 000 в Англии и Уэльсе, 8000 в Шотландии и 3000 в Северной Ирландии). Перепись населения проводилась в разгар эпидемии ящура, что привело к дополнительным мерам предосторожности, предпринятым сотрудниками на местах. Были опасения, что перепись, возможно, придётся отложить. Тем не менее, как сообщалось, вспышки этой болезни не повлияли на эффективность сбора данных.
Стоимость переписи населения, по оценкам, составила 259 миллионов фунтов стерлингов.

### Этнический состав населения
| Этническая группа                                     | Численность | % of total* |
| ----------------------------------------------------- | ----------- | ----------- |
| White British                                         | 50 366 497  | 85,67 %     |
| Белые (прочие)                                        | 3 096 169   | 5,27 %      |
| Индийцы                                               | 1 053 411   | 1,8 %       |
| Пакистанцы                                            | 747 285     | 1,3 %       |
| White Irish                                           | 691 232     | 1,2 %       |
| Смешанной расы                                        | 677 117     | 1,2 %       |
| Чернокожие (Caribbean)                                | 565 876     | 1,0 %       |
| Чернокожие (African)                                  | 485 277     | 0,8 %       |
| Бангладешцы                                           | 283 063     | 0,5 %       |
| Прочие Азиаты (не-китайцы)                            | 247 664     | 0,4 %       |
| Китайцы                                               | 247 403     | 0,4 %       |
| Прочие                                                | 230 615     | 0,4 %       |
| Чернокожие (прочие)                                   | 97 585      | 0,2 %       |
| Всего                                                 | 58 789 194  | 100 %       |
| * процент общей численности населения Великобритании. |             |             |